# Luísa de Gales
Luísa Ana de Gales (em inglês:  Louisa Anne; Leicester House, 19 de março de 1749 — Carlton House, 13 de maio de 1768), foi um membro da família real britânica, uma neta do rei Jorge II e irmã do rei Jorge III.

## Primeiros anos

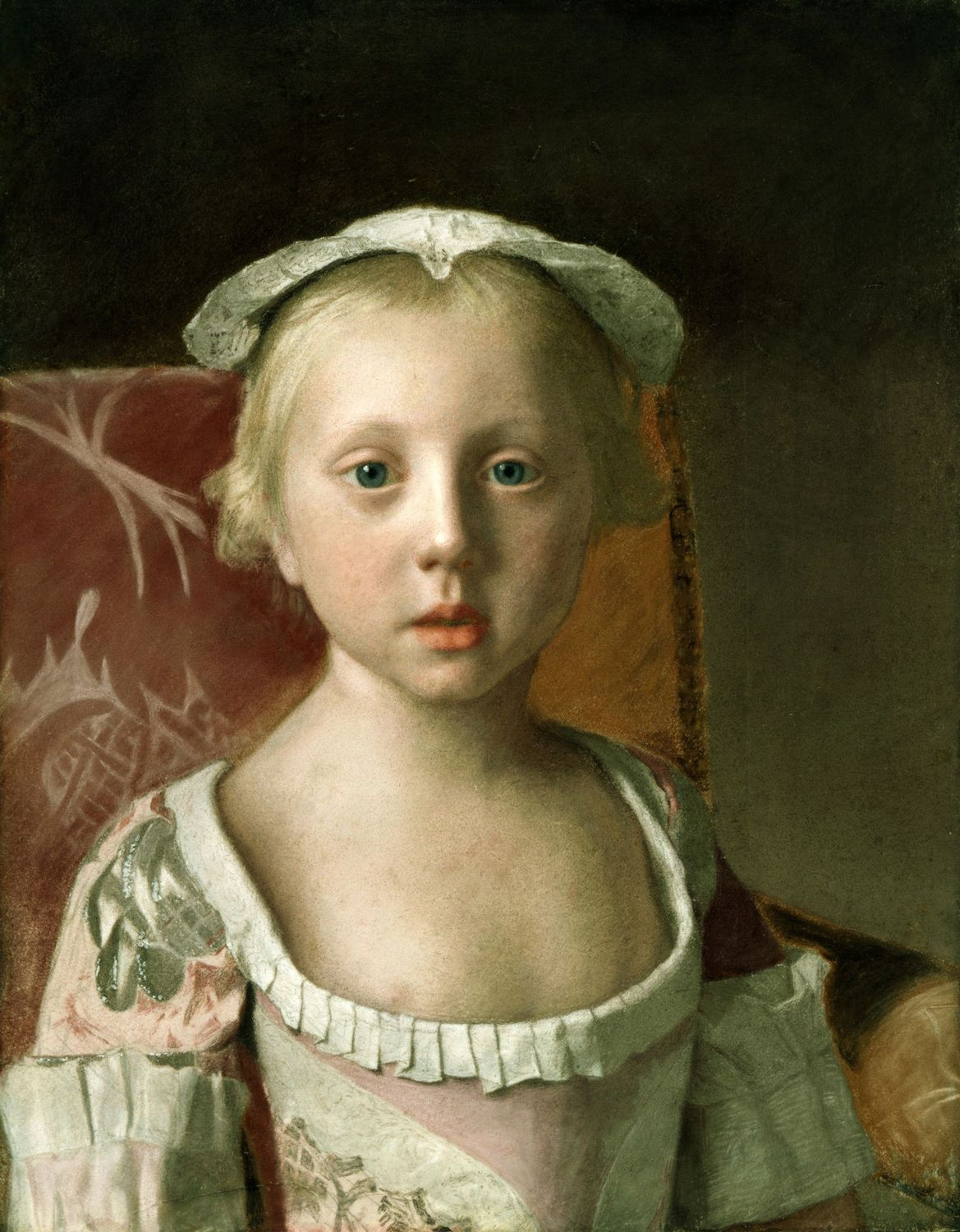
Luísa Ana ainda criança, por Jean-Étienne Liotard, na Royal Collection

A princesa Luísa nasceu no dia 19 de março de 1749, em Leicester House, Westminster, Londres, e foi aí baptizada a 11 de abril. O seu pai era o príncipe Frederico de Gales, filho mais velho do rei Jorge II e da duquesa Carolina de Ansbach, e a sua mãe era a duquesa Augusta de Saxe-Gota. Os seus padrinhos foram o príncipe Frederico II de Hesse-Cassel, seu tio paterno, e as duas das suas tias paternas, a rainha da Dinamarca e a princesa de Orange. Todos foram representados por outras pessoas na cerimónia.

## Últimos anos

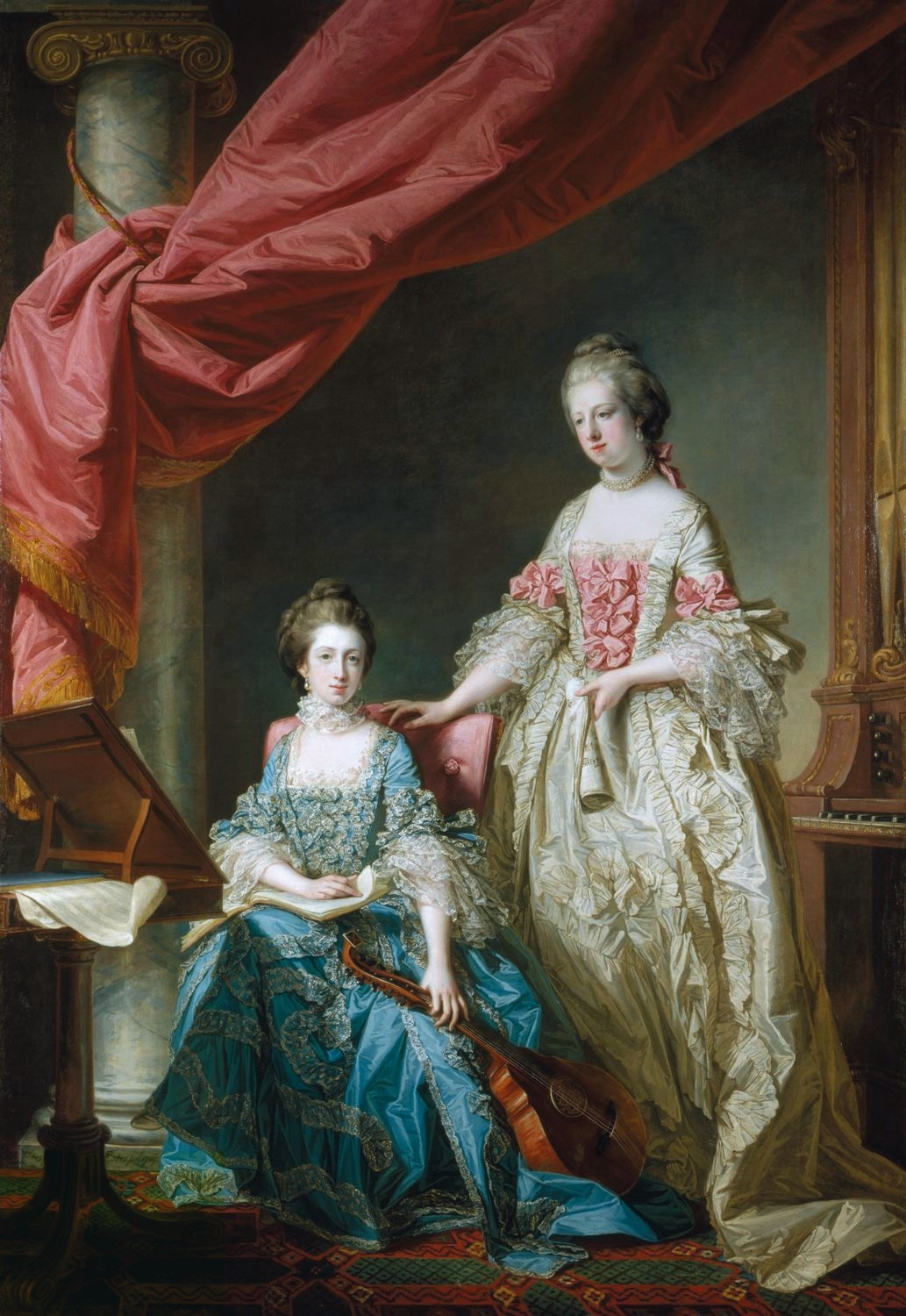
Luísa e sua irmã, Carolina Matilde. Retrato de 1767 por Francis Cotes.

A saúde de Luísa foi frágil ao longo de toda a sua vida. Morreu em Carlton House, Londres, a 13 de maio de 1768, solteira e sem descendência.

## Títulos e estilos
- 19 de março de 1749 – 13 de maio de 1768: Sua Alteza Real Princesa Luísa da Grã-Bretanha e Irlanda [2]

## Genealogia
| Luísa de Gales | Pai: Frederico, Príncipe de Gales | Avô paterno: Jorge II da Grã-Bretanha             | Bisavô paterno: Jorge I da Grã-Bretanha                |
| Luísa de Gales | Pai: Frederico, Príncipe de Gales | Avô paterno: Jorge II da Grã-Bretanha             | Bisavó paterna: Sofia Doroteia de Brunsvique-Luneburgo |
| Luísa de Gales | Pai: Frederico, Príncipe de Gales | Avó paterna: Carolina de Ansbach                  | Bisavô paterno: João Frederico de Brandemburgo-Ansbach |
| Luísa de Gales | Pai: Frederico, Príncipe de Gales | Avó paterna: Carolina de Ansbach                  | Bisavó paterna: Leonor Edmunda de Saxe-Eisenach        |
| Luísa de Gales | Mãe: Augusta de Saxe-Gota         | Avô materno: Frederico II de Saxe-Gota-Altemburgo | Bisavô materno: Frederico I de Saxe-Gota-Altemburgo    |
| Luísa de Gales | Mãe: Augusta de Saxe-Gota         | Avô materno: Frederico II de Saxe-Gota-Altemburgo | Bisavó materna: Madalena Sibila de Saxe-Weissenfels    |
| Luísa de Gales | Mãe: Augusta de Saxe-Gota         | Avó materna: Madalena Augusta de Anhalt-Zerbst    | Bisavô materno: Carlos de Anhalt-Zerbst                |
| Luísa de Gales | Mãe: Augusta de Saxe-Gota         | Avó materna: Madalena Augusta de Anhalt-Zerbst    | Bisavó materna: Sofia de Saxe-Weissenfels              |